# Войчанський канал
Войчанський канал (словац. Vojčiansky kanál) — меліоративний канал; притока Свіницького каналу, протікає в окрузі Требишів.
Довжина приблизно 7,4-7,9 км. Витік знаходиться в масиві Східнословацька низовина — на висоті приблизно 100 метрів.
Протікає територією сіл Боль; Войка; Святуше і міста Кральовски-Хлмец. Впадає в Свіницький канал на висоті 96 метрів.